# Draft de la NBA de 1976
El Draft de la NBA de 1976 fue el trigésimo draft de la National Basketball Association (NBA). El draft se celebró el 8 de junio de 1976 antes del comienzo de la temporada 1976-77. 
En este draft, dieciocho equipos de la NBA seleccionaron a jugadores amateurs del baloncesto universitario y otros jugadores elegibles, incluidos internacionales. Los jugadores que hubiesen terminado el periplo universitario de cuatro años estaban disponibles para ser seleccionados. Si un jugador abandonaba antes la universidad, no podía ser escogido en el draft hasta que su clase se graduase. Antes del draft, veintiséis jugadores que no habían terminado los cuatro años universitarios fueron declarados elegibles para ser seleccionados bajo la regla de "necesidad". Trece de ellos retiraron su candidatura antes del draft, manteniéndose los otros trece como jugadores elegibles. Estos jugadores demostraron sus necesidades financieras a la liga, que les concedió el derecho a comenzar sus carreras profesionales antes de lo permitido.
Las dos primeras elecciones del draft correspondieron a los equipos que finalizaron en la última posición en cada división, con el orden determinado por un lanzamiento de moneda. Atlanta Hawks ganó el primer puesto del draft, mientras que Chicago Bulls fue premiado con la segunda elección. Los Hawks traspasaron su primera elección a Houston Rockets antes del draft. Los demás equipos seleccionaron en orden inverso al registro de victiorias-derrotas en la temporada anterior. 
New York Knicks perdió su elección de primera ronda debido al fichaje ilegal de George McGinnis cuyos derechos pertenecían a Philadelphia 76ers. Los 76ers, Golden State Warriors y Buffalo Braves también perdieron sus elecciones de segunda ronda, tercera y cuarta ronda respectivamente debido a sus participaciones en el draft suplementario de 1975. El draft consistió de diez rondas y 173 jugadores fueron seleccionados. El 5 de agosto de 1976, la NBA celebró un draft de dispersión que incluía a los jugadores de Kentucky Colonels y Spirits of St. Louis de la American Basketball Association (ABA), que no formaron parte de la fusión entre la ABA y la NBA.

## Selecciones y notas del draft

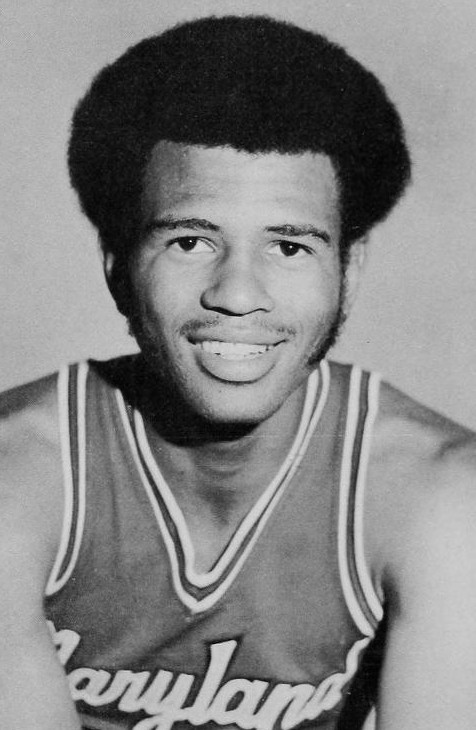
Jugador de baloncesto John Lucas II

John Lucas, de la Universidad de Maryland, fue seleccionado en la primera posición del draft por Houston Rockets. Adrian Dantley, de la Universidad de Notre Dame, ganó el Rookie del Año de la NBA en su primera temporada y fue seleccionado en la sexta posición por Buffalo Braves. Cuatro jugadores de este draft, Dantley, la octava elección Robert Parish, la vigesimotercera Alex English y la vigesimonovena Dennis Johnson, fueron incluidos posteriormente en el Basketball Hall of Fame. Parish fue nombrado uno de los 50 mejores jugadores en la historia de la NBA en 1996. Dantley formó parte del mejor quinteto de la NBA en dos ocasiones y disputó seis All-Star Game de la NBA. Parish ganó tres campeonatos de la NBA con Boston Celtics en la década de 1980. Posteriormente, en 1997, ganó otro con Chicago Bulls. Sus otros logros son dos inclusiones en el mejor quinteto de la liga y nueve participaciones en el All-Star Game. English fue incluido en el mejor quinteto en tres ocasiones y jugó ocho All-Star Game. Johnson ganó el campeonato de la NBA, junto con el MVP de las Finales de la NBA, con Seattle SuperSonics en 1979, antes de ganar otros dos títulos con los Celtics en los 80. Fue seleccionado en dos mejores quintetos de la liga, en cinco All-Star Games y en nueve mejores quintetos defensivos.
Lonnie Shelton, la vigesimoquinta elección, es el otro jugador de este draft que disputó un All-Star Game. Lucas, la vigesimosegunda elección Johnny Davis y la 99.ª Mike Dunleavy, se convirtieron en entrenadores tras dar por finalizada sus carreras como jugador. Lucas entrenó a tres equipos en seis temporadas, mientras que Davis dirigió a cuatro equipos en cuatro campañas. Dunleavy fue nombrado Entrenador del Año de la NBA en 1999 con Portland Trail Blazers, y entrenó a cuatro equipos en diecisiete temporadas. Otros dos jugadores de este draft entrenaron en la NBA: Dennis Johnson y la séptima elección Quinn Buckner.

## Leyenda
|  | Denota jugador miembro del Basketball Hall of Fame                                                 |
|  | Denota jugador que ha sido seleccionado al menos en un All-Star Game y un Mejor Quinteto de la NBA |
|  | Denota jugador que ha sido seleccionado al menos en un All-Star Game                               |
|  | Denota jugador que nunca ha jugado en la NBA                                                       |

## Draft

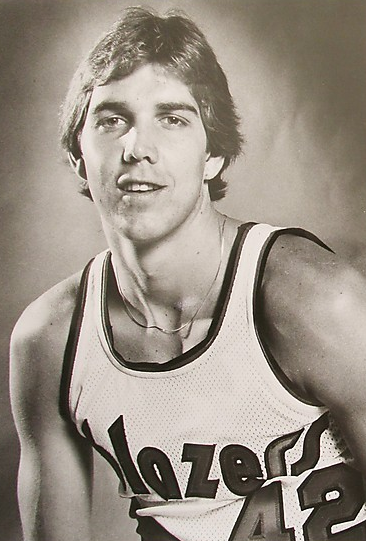
Wally Walker, la 5.ª elección.

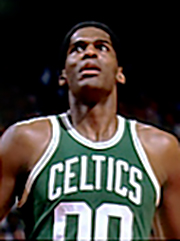
Robert Parish, la 8.ª elección.

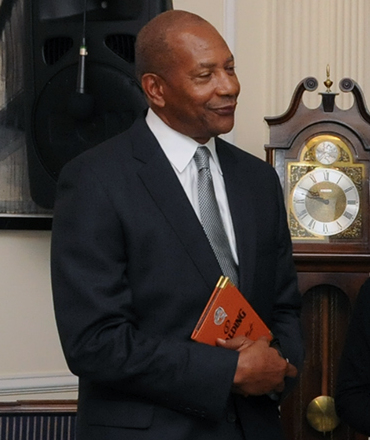
Alex English (izq.), la 23ª elección.

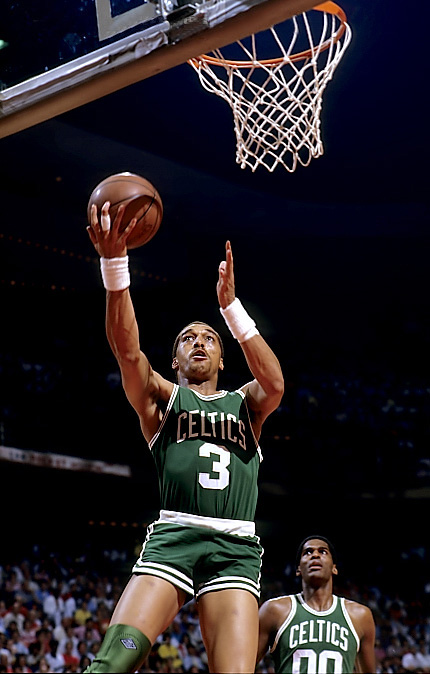
Dennis Johnson, la 29ª elección.

| Ronda | Pick | Jugador            | Pos. | Nacionalidad   | Equipo                                                      | Universidad/equipo    |
| ----- | ---- | ------------------ | ---- | -------------- | ----------------------------------------------------------- | --------------------- |
| 1     | 1    | John Lucas         | G    | Estados Unidos | Houston Rockets (desde Atlanta)                             | Maryland (Sr.)        |
| 1     | 2    | Scott May          | F    | Estados Unidos | Chicago Bulls                                               | Indiana (Sr.)         |
| 1     | 3    | Richard Washington | F/C  | Estados Unidos | Kansas City Kings                                           | UCLA (Jr.)            |
| 1     | 4    | Leon Douglas       | F/C  | Estados Unidos | Detroit Pistons                                             | Alabama (Sr.)         |
| 1     | 5    | Wally Walker       | F    | Estados Unidos | Portland Trail Blazers                                      | Virginia (Sr.)        |
| 1     | 6    | Adrian Dantley     | G/F  | Estados Unidos | Buffalo Braves (desde New Orleans vía Phoenix)              | Notre Dame (Jr.)      |
| 1     | 7    | Quinn Buckner      | G    | Estados Unidos | Milwaukee Bucks                                             | Indiana (Sr.)         |
| 1     | 8    | Robert Parish      | C    | Estados Unidos | Golden State Warriors (desde Los Angeles)                   | Centenary (Sr.)       |
| 1     | 9    | Armond Hill        | G    | Estados Unidos | Atlanta Hawks (desde Houston)                               | Princeton (Sr.)       |
| 1     | 10   | Ron Lee            | G    | Estados Unidos | Phoenix Suns                                                | Oregon (Sr.)          |
| 1     | 11   | Bob Wilkerson      | G/F  | Estados Unidos | Seattle SuperSonics                                         | Indiana (Sr.)         |
| 1     | 12   | Terry Furlow       | G/F  | Estados Unidos | Philadelphia 76ers                                          | Michigan State (Sr.)  |
| 1     | 13   | Mitch Kupchak      | F/C  | Estados Unidos | Washington Bullets (desde Buffalo)                          | North Carolina (Sr.)  |
| 1     | 14   | Larry Wright       | G    | Estados Unidos | Washington Bullets                                          | Grambling State (Jr.) |
| 1     | 15   | Chuckie Williams   | G    | Estados Unidos | Cleveland Cavaliers                                         | Kansas State (Sr.)    |
| 1     | 16   | Norm Cook          | F    | Estados Unidos | Boston Celtics                                              | Kansas (Jr.)          |
| 1     | 17   | Sonny Parker       | G/F  | Estados Unidos | Golden State Warriors                                       | Texas A&M (Sr.)       |
| 2     | 18   | Willie Smith       | G    | Estados Unidos | Chicago Bulls                                               | Missouri (Sr.)        |
| 2     | 19   | Bayard Forrest     | C    | Estados Unidos | Seattle SuperSonics (desde Atlanta vía Milwaukee)           | Grand Canyon (Sr.)    |
| 2     | 20   | Major Jones        | F    | Estados Unidos | Portland Trail Blazers (desde Kansas City vía New Orleans)  | Albany State (Sr.)    |
| 2     | 21   | Earl Tatum         | G/F  | Estados Unidos | Los Angeles Lakers (desde Detroit vía Phoenix)              | Marquette (Sr.)       |
| 2     | 22   | Johnny Davis       | G    | Estados Unidos | Portland Trail Blazers                                      | Dayton (Jr.)          |
| 2     | 23   | Alex English       | F    | Estados Unidos | Milwaukee Bucks (desde New Orleans vía Atlanta)             | South Carolina (Sr.)  |
| 2     | 24   | Scott Lloyd        | F/C  | Estados Unidos | Milwaukee Bucks                                             | Arizona State (Sr.)   |
| 2     | 25   | Lonnie Shelton     | F/C  | Estados Unidos | New York Knicks                                             | Oregon State (Jr.)    |
| 2     | 26   | Jacky Dorsey       | F    | Estados Unidos | New Orleans Jazz (desde Los Angeles vía Phoenix y Portland) | Georgia (So.)         |
| 2     | 27   | Phil Hicks         | F    | Estados Unidos | Houston Rockets                                             | Tulane (Sr.)          |
| 2     | 28   | Bob Carrington     | G/F  | Estados Unidos | Atlanta Hawks (desde Phoenix)                               | Boston College (Sr.)  |
| 2     | 29   | Dennis Johnson     | G    | Estados Unidos | Seattle SuperSonics                                         | Pepperdine (Sr.)      |
| 2     | 30   | Al Fleming         | F    | Estados Unidos | Phoenix Suns (desde Buffalo)                                | Arizona (Sr.)         |
| 2     | 31   | Joe Pace           | C    | Estados Unidos | Washington Bullets                                          | Coppin State (Sr.)    |
| 2     | 32   | Mo Howard          | G    | Estados Unidos | Cleveland Cavaliers                                         | Maryland (Sr.)        |
| 2     | 33   | Butch Feher        | G    | Estados Unidos | Phoenix Suns (desde Boston)                                 | Vanderbilt (Sr.)      |
| 2     | 34   | Marshall Rogers    | G    | Estados Unidos | Golden State Warriors                                       | Pan American (Sr.)    |

## Otras elecciones
La siguiente lista incluye otras elecciones de draft que han aparecido en al menos un partido de la NBA.
| Ronda | Pick | Jugador          | Pos. | Nacionalidad       | Equipo                            | Universidad/equipo       |
| ----- | ---- | ---------------- | ---- | ------------------ | --------------------------------- | ------------------------ |
| 3     | 37   | Lars Hansen      | C    | Dinamarca · Canadá | Chicago Bulls (desde Kansas City) | Washington (Sr.)         |
| 3     | 38   | Phil Sellers     | G/F  | Estados Unidos     | Detroit Pistons                   | Rutgers (Sr.)            |
| 3     | 40   | Lloyd Walton     | G    | Estados Unidos     | Milwaukee Bucks                   | Marquette (Sr.)          |
| 3     | 43   | Tom Abernethy    | F    | Estados Unidos     | Los Angeles Lakers                | Indiana (Sr.)            |
| 3     | 50   | Gary Cole        | F/C  | Estados Unidos     | Cleveland Cavaliers               | Wisconsin–Parkside (Sr.) |
| 3     | 45   | Ira Terrell      | F/C  | Estados Unidos     | Phoenix Suns                      | SMU (Sr.)                |
| 4     | 52   | Keith Starr      | G/F  | Estados Unidos     | Chicago Bulls                     | Pittsburgh (Sr.)         |
| 4     | 53   | Tom Barker       | F/C  | Estados Unidos     | Atlanta Hawks                     | Hawái (Sr.)              |
| 4     | 60   | Wayman Britt     | G    | Estados Unidos     | Los Angeles Lakers                | Michigan (Sr.)           |
| 5     | 70   | Ron Davis        | G/F  | Estados Unidos     | Atlanta Hawks                     | Washington State (Sr.)   |
| 5     | 74   | Paul Griffin     | F/C  | Estados Unidos     | New Orleans Jazz                  | Western Michigan (Sr.)   |
| 5     | 85   | Edmund Lawrence  | C    | Estados Unidos     | Cleveland Cavaliers               | McNeese State (Sr.)      |
| 6     | 89   | Andre McCarter   | G    | Estados Unidos     | Kansas City Kings                 | UCLA (Sr.)               |
| 6     | 99   | Mike Dunleavy    | G    | Estados Unidos     | Philadelphia 76ers                | South Carolina (Sr.)     |
| 6     | 103  | Art Collins      | G    | Estados Unidos     | Boston Celtics                    | Biscayne (Sr.)           |
| 7     | 111  | Andy Walker      | G    | Estados Unidos     | New Orleans Jazz                  | Niagara (Sr.)            |
| 7     | 117  | Phil Walker      | G    | Estados Unidos     | Philadelphia 76ers                | Millersville (Sr.)       |
| 7     | 121  | Ralph Drollinger | C    | Estados Unidos     | Boston Celtics                    | UCLA (Sr.)               |
| 8     | 134  | Norton Barnhill  | G    | Estados Unidos     | Seattle SuperSonics               | Washington State (Sr.)   |

## Draft de dispersión de la ABA

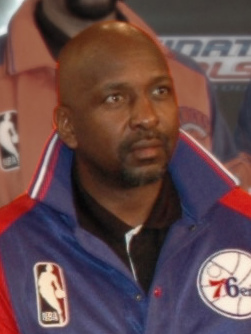
Moses Malone fue seleccionado por Portland Trail Blazers en la 5.ª posición.

El 5 de agosto de 1976, la NBA celebró un draft de dispersión para seleccionar a jugadores de Kentucky Colonels y Spirits of St. Louis, los equipos de la American Basketball Association (ABA) que no fueron incluidos en la fusión entre la ABA y la NBA. Los dieciocho equipos de la NBA y cuatro de la ABA que se unieron a la NBA, Denver Nuggets, Indiana Pacers, New York Nets y San Antonio Spurs, recibieron permiso para participar en el draft. Los equipos seleccionaron en orden inverso al registro de victiorias-derrotas en la temporada anterior de la NBA y de la ABA. El equipo que hiciese una selección debía pagar una cierta cantidad de dinero por los derechos del jugador, que era establecido por el comité de la liga. El dinero del draft fue usado para ayudar a los equipos de la ABA que se unieron a la NBA para pagar algunas de sus obligaciones a los dos equipos que desaparecieron de la ABA, los Colonels y los Spirits. El equipo que hiciese una selección debía asumir el contrato que el jugador tenía en la ABA. El jugador que no fuese elegido se convertía en agente libre.
Veinte jugadores de los Colonels y los Spirits estaban disponibles para ser seleccionados en el draft. Once fueron seleccionados en primera ronda y el duodécimo jugador fue escogido en segunda ronda. Ocho jugadores no fueron elegidos y se convirtieron en agentes libres. Chicago Bulls usaron la primera elección para escoger al cinco veces All-Star Artis Gilmore, con un precio de 1.100.000 dólares. Portland Trail Blazers, que adquirió la segunda elección de Atlanta Hawks, seleccionó a Maurice Lucas y a Moses Malone con un precio de 300.000 dólares y 350.000 respectivamente. Marvin Barnes, seleccionado en la cuarta posición por Detroit Pistons, fue el segundo jugador más caro en el draft con un precio de 500.000 dólares. Varios equipos no utilizaron sus elecciones de segunda ronda y sólo Kansas City Kings utilizó su elección de segunda ronda. El draft continuó hasta la tercera ronda, pero ningún jugador fue escogido.
| Ronda | Pick | Jugador             | Pos. | Nacionalidad   | Equipo                                 | Equipo ABA           | Precio de traspaso | Ref.   |
| ----- | ---- | ------------------- | ---- | -------------- | -------------------------------------- | -------------------- | ------------------ | ------ |
| 1     | 1    | Artis Gilmore       | C    | Estados Unidos | Chicago Bulls                          | Kentucky Colonels    | $ 1.100.000        | [ 43 ] |
| 1     | 2    | Maurice Lucas       | F/C  | Estados Unidos | Portland Trail Blazers (desde Atlanta) | Kentucky Colonels    | $ 300.000          | [ 44 ] |
| 1     | 3    | Ron Boone           | G/F  | Estados Unidos | Kansas City Kings                      | Spirits of St. Louis | $ 250.000          | [ 45 ] |
| 1     | 4    | Marvin Barnes       | F/C  | Estados Unidos | Detroit Pistons                        | Spirits of St. Louis | $ 500.000          | [ 46 ] |
| 1     | 5    | Moses Malone        | F/C  | Estados Unidos | Portland Trail Blazers                 | Spirits of St. Louis | $ 350.000          | [ 47 ] |
| 1     | 6    | Randy Denton        | C    | Estados Unidos | New York Knicks                        | Spirits of St. Louis | $ 50.000           | [ 48 ] |
| 1     | 7    | Bird Averitt        | G    | Estados Unidos | Buffalo Braves (desde Milwaukee)       | Kentucky Colonels    | $ 125.000          | [ 49 ] |
| 1     | 8    | Wil Jones           | F    | Estados Unidos | Indiana Pacers                         | Kentucky Colonels    | $ 50.000           | [ 50 ] |
| 1     | 9    | Ron Thomas          | G/F  | Estados Unidos | Houston Rockets                        | Kentucky Colonels    | $ 15.000           | [ 51 ] |
| 1     | 10   | Louie Dampier       | G    | Estados Unidos | San Antonio Spurs                      | Kentucky Colonels    | $ 20.000           | [ 52 ] |
| 1     | 11   | Jan van Breda Kolff | G/F  | Estados Unidos | New York Nets                          | Kentucky Colonels    | $ 60.000           | [ 53 ] |
| 2     | 12   | Mike Barr           | G    | Estados Unidos | Kansas City Kings                      | Spirits of St. Louis | $ 15.000           | [ 54 ] |

## Traspasos
1. 1 2
2. ↑  El 29 de mayo de 1975, Buffalo Braves adquirió una elección de primera ronda de Phoenix Suns a cambio de una elección de primera ronda de 1975.[22] Previamente, los Suns adquirieron a Dennis Awtrey, Nate Hawthorne, Curtis Perry y la elección el 16 de septiembre de 1974 de New Orleans Jazz a cambio de Neal Walk y una elección de segunda ronda de 1975.[23] Los Braves utilizaron esta elección de draft para seleccionar a Adrian Dantley.
3. ↑  El 6 de septiembre de 1974, Golden State Warriors adquirió una elección de primera ronda de Los Angeles Lakers como compensación del fichaje de Cazzie Russell como agente libre.[24] Los Warriors utilizaron esta elección de draft para seleccionar a Robert Parish.
4. ↑  El 30 de julio de 1975, Washington Bullets adquirió una elección de primera ronda de Buffalo Braves a cambio de Dick Gibbs.[25] Los Bullets utilizaron esta elección de draft para seleccionar a Mitch Kupchak.
5. 1 2
6. ↑  El 16 de septiembre de 1974, Portland Trail Blazers adquirió a Barry Clemens y una futura compensación (los Blazers adquirieron una elección de segunda ronda el 25 de mayo de 1976) de New Orleans Jazz a cambio de Rick Roberson.[26][27] Previamente, los Jazz adquirieron a Ron Behagen y la elección el 28 de mayo de 1975 de Kansas City Kings a cambio de una elección de primera ronda de 1975.[28] Los Blazers utilizaron esta elección de draft para seleccionar a Major Jones.
7. ↑  El 3 de noviembre de 1975, Los Angeles Lakers adquirieron a John Roche y una elección de segunda ronda de Phoenix Suns a cambio de Pat Riley.[29] Previamente, los Suns adquirieron la elección el 30 de septiembre de 1975 de Detroit Pistons a cambio de Earl Williams.[30] Los Lakers utilizaron esta elección de draft para seleccionar a Earl Tatum.
8. ↑  El 3 de junio de 1976, New Orleans Jazz adquirió una elección de segunda ronda de 1976 de Portland Trail Blazers a cambio de una elección de segunda ronda de 1977.[31] Previamente, los Blazers adquirieron la elección el 9 de junio de 1975 de Phoenix Suns a cambio de Phil Lumpkin.[32] Previamente, los Suns adquirieron la elección y una de tercera ronda de 1977 el 27 de noviembre de 1974 de Los Angeles Lakers a cambio de Corky Calhoun.[33] Los Jazz utilizaron esta elección de draft para seleccionar a Jacky Dorsey.
9. ↑  El 8 de octubre de 1973, Atlanta Hawks adquirió una elección de segunda ronda de 1976 y una de tercera ronda de 1977 de Phoenix Suns a cambio de Bob Christian.[34] Los Hawks utilizaron esta elección de draft para seleccionar a Bob Carrington.
10. ↑  El 1 de febrero de 1976, Phoenix Suns adquirió a Gar Heard y una elección de segunda ronda de Buffalo Braves a cambio de John Shumate.[35] Los Suns utilizaron esta elección de draft para seleccionar a Al Fleming.
11. ↑  El 23 de mayo de 1975, Phoenix Suns adquirió a Paul Westphal, y las elecciones de segunda ronda de 1975 y 1976 de Boston Celtics a cambio de Charlie Scott.[36] Los Suns utilizaron esta elección de draft para seleccionar a Butch Feher.
12. ↑  El 8 de diciembre de 1975, Chicago Bulls adquirió una elección de segunda ronda de 1977 y una de tercera ronda de 1976 de Kansas City Kings a cambio de Matt Guokas.[38] Los Bulls utilizaron esta elección de draft para seleccionar a Lars Hansen.
13. ↑  El día del draft, Portland Trail Blazers adquirió una elección de segunda ronda de Atlanta Hawks a cambio de Geoff Petrie y Steve Hawes.[44] Los Blazers utilizaron esta elección de draft para seleccionar a Maurice Lucas.
14. ↑  El día del draft, Buffalo Braves adquirió la séptima elección de Milwaukee Bucks a cambio de una elección de segunda ronda de 1977.[49] Los Braves utilizaron la elección para seleccionar a Bird Averitt.